# Lingua quinault
Il quinault  era una delle lingue native americane appartenente alla famiglia linguistica delle lingue salish parlata originariamente sulla costa del Pacifico nello stato di Washington (USA), dal popolo Quinault, che viveva lungo le sponde del fiume omonimo.
A partire dal 1860, il progressivo trasferimento dei Quinault in una riserva multi-etnica ha provocato il declino dell'uso della lingua con una deriva linguistica verso l'inglese.
Secondo G. Rowicka, gli ultimi locutori sono morti negli anni '80 del XX° secolo, e la lingua è quindi da considerare estinta.